# سوسیان بری
شهر سوسیان بری (به فرانسوی: Sucy-en-Brie) در شهرستان ول دو مرن در ناحیه ایل-دو-فرانس با جمعیت ۲۶٬۲۶۱ نفر در کشور فرانسه واقع شده‌است